# Yznaga
Yznaga és una concentració de població designada pel cens dels Estats Units a l'estat de Texas. Segons el cens del 2000 tenia 103 habitants.

## Demografia
Segons el cens del 2000, Yznaga tenia 103 habitants, 34 habitatges, i 28 famílies. La densitat de població era de 7,3 habitants per km².
Dels 34 habitatges en un 38,2% hi vivien nens de menys de 18 anys, en un 61,8% hi vivien parelles casades, en un 17,6% dones solteres, i en un 17,6% no eren unitats familiars. En el 14,7% dels habitatges hi vivien persones soles el 8,8% de les quals corresponia a persones de 65 anys o més que vivien soles. El nombre mitjà de persones vivint en cada habitatge era de 3,03 i el nombre mitjà de persones que vivien en cada família era de 3,39.
Per edats la població es repartia de la següent manera: un 31,1% tenia menys de 18 anys, un 6,8% entre 18 i 24, un 29,1% entre 25 i 44, un 16,5% de 45 a 60 i un 16,5% 65 anys o més.
L'edat mediana era de 34 anys. Per cada 100 dones de 18 o més anys hi havia 73,2 homes.
La renda mediana per habitatge era de 15.938 $ i la renda mediana per família de 23.250 $. Els homes tenien una renda mediana de 28.333 $ mentre que les dones 0 $. La renda per capita de la població era de 9.695 $. Aproximadament el 31,6% de les famílies i el 21,1% de la població estaven per davall del llindar de pobresa.

## Poblacions properes
El següent diagrama mostra les poblacions més properes.